# Pogányszentpéter
Pogányszentpéter é um município da Hungria, situado no condado de Somogy. Tem 13,15 km² de área e sua população em 2019 foi estimada em 477 habitantes.